# Diospyros pruriens
Diospyros pruriens là một loài thực vật có hoa trong họ Thị. Loài này được Dalzell mô tả khoa học đầu tiên năm 1852.